# Getto w Baranowiczach

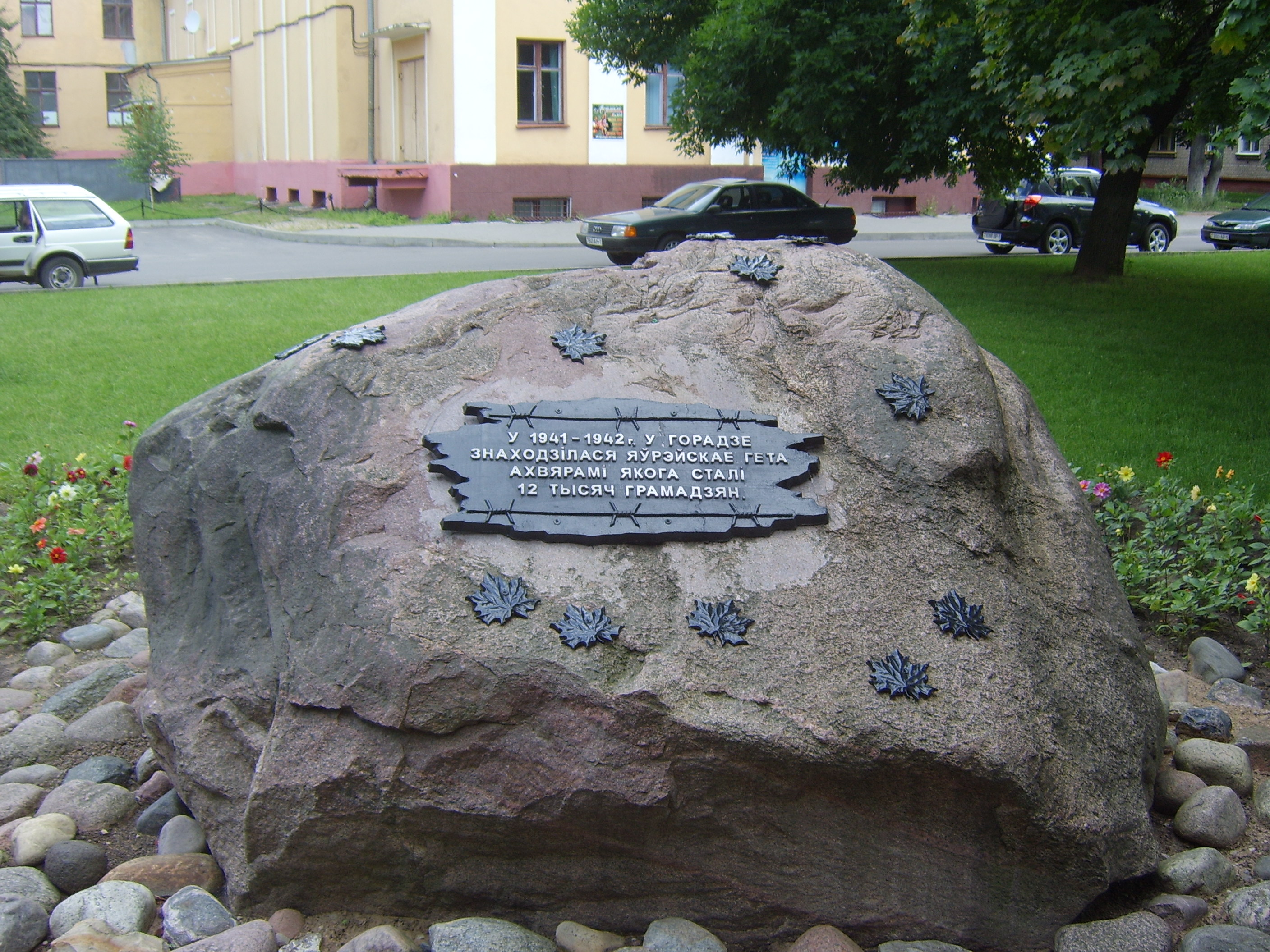
Kamień upamiętniający 12 tys. ofiar baranowickiego getta

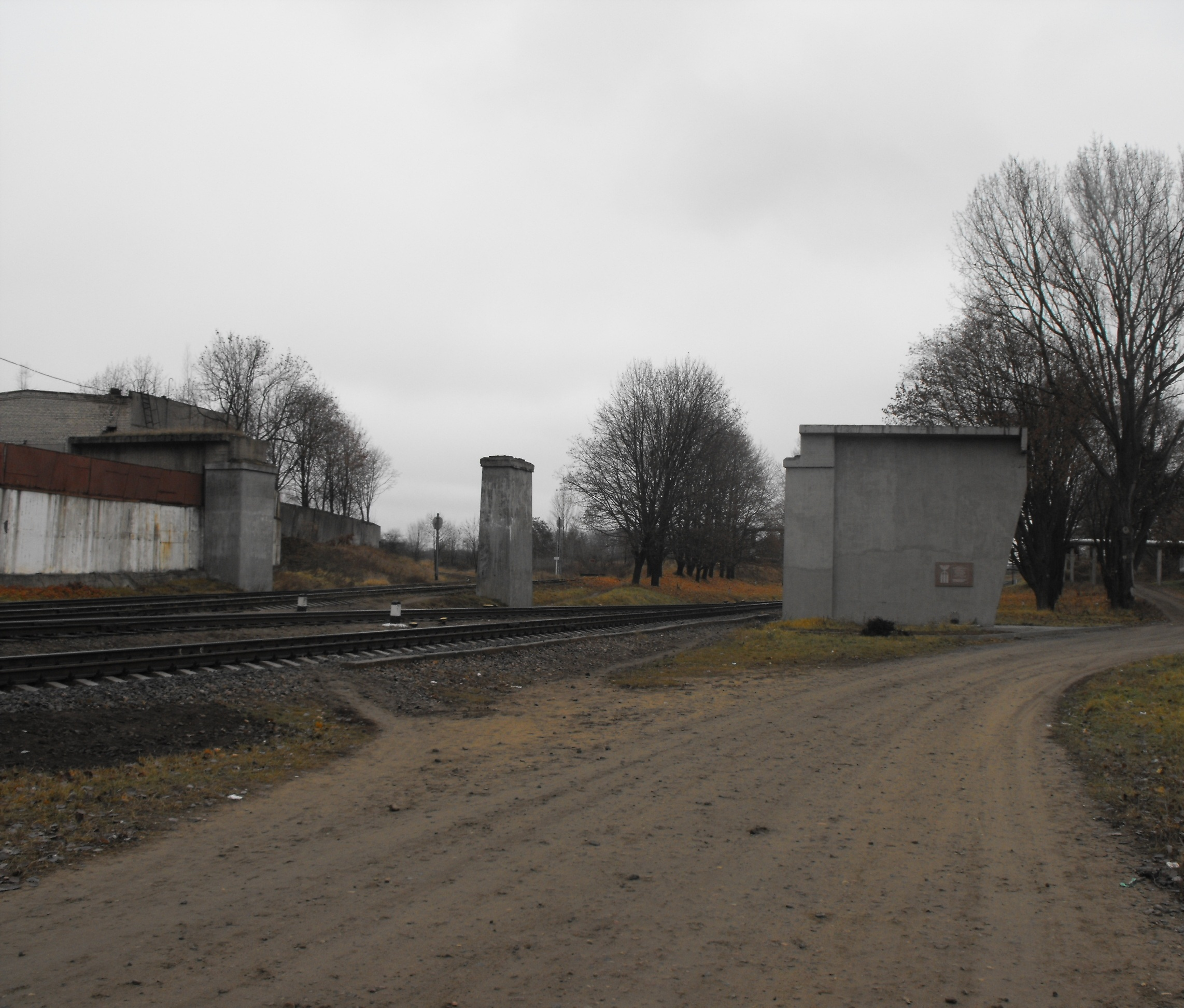
Ghetto Baranowicze, Zielony Most

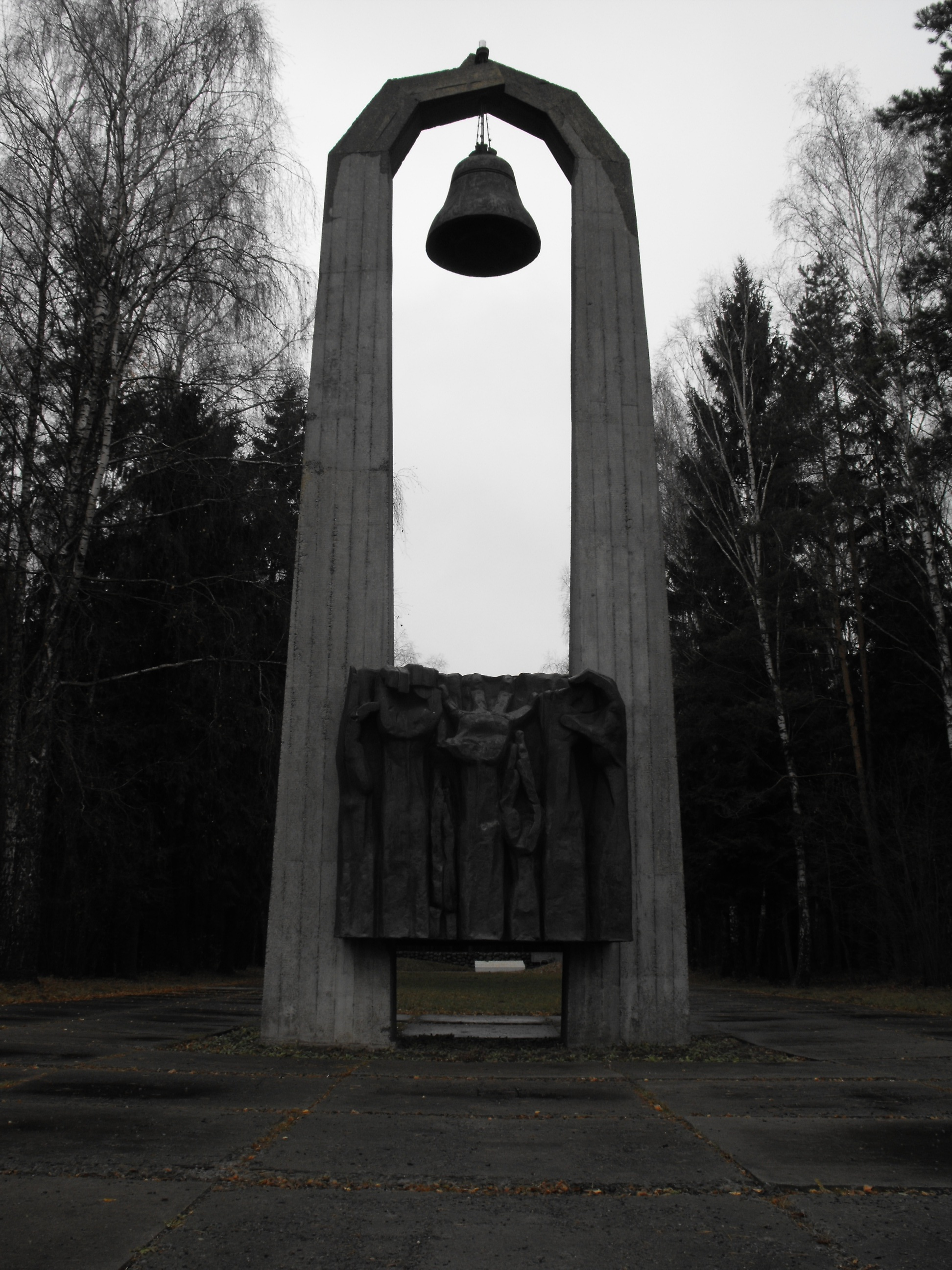
Baranowicze, Uroczysko Gaj

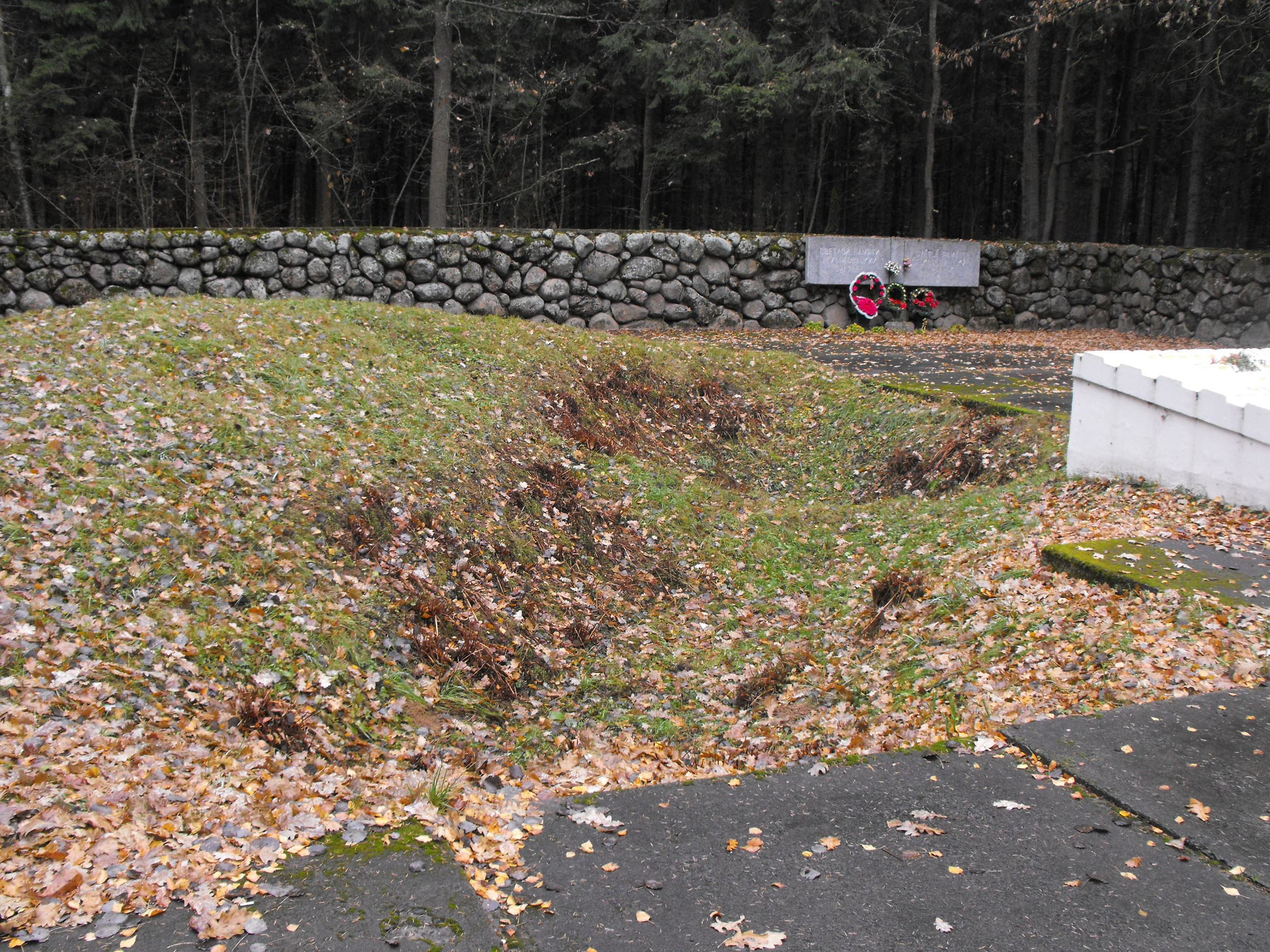
Baranowicze, Uroczysko Gaj

Getto w Baranowiczach (jid. ‏באראנאוויטשער געטא‎; Baranawiczer geto) – żydowskie getto istniejące w czasie II wojny światowej w okupowanych przez Niemców Baranowiczach.

## Historia
Getto zostało utworzone w dzień po wejściu do miasta wojsk niemieckich. 28 czerwca 1941 osoby uznane według kryteriów norymberskich za Żydów musiały przesiedlić się do dzielnicy Baranowicz zwanej Sachalinem. Getto obejmowało kwartał miasta ograniczony ulicami Cerkiewną (ob. Lisina), Wileńską (Gagarina), Poniatowskiego (Bahdanawicza) i Parkową (Cariuka). Aresztowali również 200 przedstawicieli inteligencji, wśród których znaleźli się lekarze i adwokaci, po czym rozstrzelali 80 z nich.
Wejście do dzielnicy żydowskiej znajdowało się na rogu ulic Sosnowej (Hrycewicza) i Sadowej (Mickiewicza). Przy bramie stały posterunki. Od strony zewnętrznej policja białoruska, a od wewnętrznej – żydowska. W grudniu 1941 na terenie getta przebywało ok. 15 tys. Żydów z Baranowicz i okolicznych miasteczek.
Lokalny judenrat liczył 26 osób – na jego czele stanął Owsiej Girszewicz (Hirszewicz) Izykson, policją getta kierował Naim Piniewicz Waltman. Siedziba rady mieściła się w budynku przy ul. Sadowej 10.
Zgodnie z relacją niemieckiego żołnierza Harolda Junga (1 Dywizja Piechoty) jesienią 1941 roku rozstrzelano ponad 3 tys. osób. Ludzi wywożono za miasto ciężarówkami.
Pierwszą akcję likwidacyjną getta na rozkaz komisarza okręgowego Rudolpha Wernera przeprowadzono 4 i 5 marca 1942 roku. Dowodzili nią pracownicy Urzędu Pracy (m.in. Giesicke), niemieckie kierownictwo miasta (zastępca komisarza odwodu Maks Kranke) z pomocą Policji Bezpieczeństwa i żandarmerii (szef Wilhelm Schroder). Niemcy zabili wówczas tych, którzy nie byli potrzebni do robót przymusowych, przede wszystkim starców, inwalidów, chorych, kobiety i dzieci. Część Żydów otrzymała zaświadczenia o przydatności do pracy na rzecz III Rzeszy od Organisation Todt. 4 marca na jednym z placów miasta zgromadzono ludność getta i przeprowadzono selekcję. Oddzielono niezdolnych do pracy, załadowano do samochodów i po przewiezieniu w okolice Zielonego Mostu zamordowano. Ciała wrzucono do wcześniej przygotowanych dołów. Zamordowano w tym dniu szefa Judenratu – Izaksona, sekretarza Manna i członków policji żydowskiej. W godzinach od 6 do 14 wywieźli, tylko 300 metrów za rogatki miasta i rozstrzelali 3400 osób. Miejsce kaźni było nieopodal wagonowni.
W lipcu 1941 roku w mieście przebywało Einsatzkommando 8 pod dowództwem Otto Bradfischa, które zamordowało ok. 350 Żydów.
Utworzono nowy Judenrat. Wiosną 1942 roku do getta w Baranowiczach Niemcy przesiedlili Żydów z Nowej Myszy, Stołowicz, Nowojelni, Mołczadzi i Klecka oraz Horodyszcza. Do getta przybyli również trzema transportami czescy Żydzi z Theresienstadt. 31 lipca 1942 roku zamordowano ich na uroczysku Gaj na przedmieściach Baranowicz. Zgodnie ze śledztwem przeprowadzonym po wojnie, byli zagazowywani w samochodach wiozących ich na uroczysko. Zamordowano wówczas około 3000 osób.
Kolejną akcję likwidacyjną Niemcy przeprowadzili między 22 września a 2 października 1942 roku. Po pretekstem wysłania do pracy przymusowej. Zgromadzonych Żydów rozstrzelano 3 km od miasta, na polu między wsiami Uznohi, Grabowiec i Gliniszcze. W trakcie tej zbrodni zabito do 5 tys. osób. Było wśród nich 62 lekarzy, 20 inżynierów i 60 nauczycieli. Około 700 Żydów zesłano na ciężkie roboty.
Ostateczna akcja likwidacja getta została przeprowadzona 17 grudnia 1942 roku, miasto ogłoszono Judenfrei. Mordu dokonano w miejscu poprzedniej zbrodni. Według rosyjskich badaczy Niemcy rozstrzelali między 3000 a 5000 osób. 700 osób wysłano do obozu pracy pod Mołodecznem, a od 300 do 800 do obozu pracy Organisation Todt pod Baranowiczami. Żydów z obozu Todt zamordowano w dniach 5–6 listopada 1943 roku na terenie niemieckiego nazistowskiego obozu koncentracyjnego nieopodal wsi Kołdyczewo w rejonie baranowickim.
Jednym z głównych likwidatorów getta był szef Policji Bezpieczeństwa i SD Untersturmführer SS Waldemar Amelung, pochodzący z nadbałtyckiego obszaru ZSRR.
Przez baranowickie getto przeszło około 12 tys. Żydów, a tylko około 750 więźniom udało się uciec. Jedynie 250 osób zdołało przeżyć na miejscu i doczekać wyzwolenia w lipcu 1944 roku.